# 鲍德加尔
鲍德加尔（Baudhgarh），是印度奥里萨邦Baudh县的一个城镇。总人口17996（2001年）。

## 人口
该地2001年总人口17996人，其中男性9285人，女性8711人；0—6岁人口2072人，其中男1121人，女951人；识字率71.86%，其中男性为80.88%，女性为62.24%。